# Policja
Policja är polisen i Polen.

Polska polisens vapen.

Polismyndigheten gick även under namnet Policja under Andra polska republiken (1918 - 1939). Namnet ändrades till Milicja under kommunisttiden, och kallades Milicja (fullständigt namn: milicja obywatelska) ända fram till 1989, då det ändrades tillbaka till Policja. Den polska polisen omfattar drygt 100 000 poliser och därutöver drygt 10 000 civilanställda.